# Слопищі
 Слопищі (біл. вёска Слопішчы) — село в складі Пуховицького району Мінської області, Білорусь. Село підпорядковане Новопольській сільській раді, розташоване в центральній частині області.